# 제프 요크

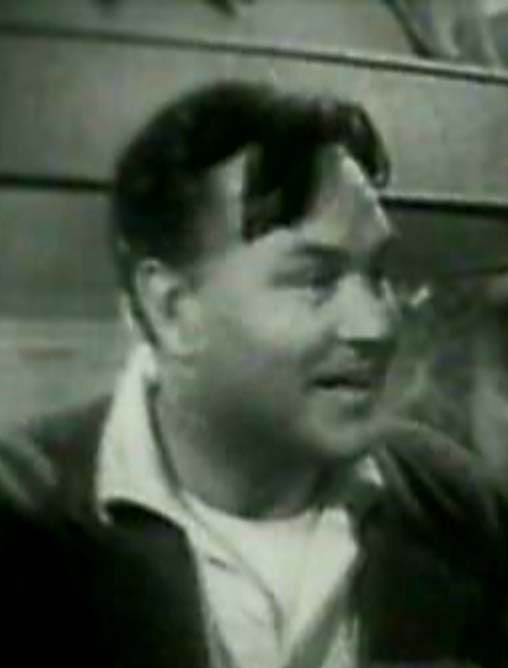

제프 요크(Jeff York, 1912년 3월 23일 ~ 1995년 10월 11일)는 미국의 배우이다.
로스앤젤레스에서 태어났으며 로스앤젤레스에서 사망하였다.

## 출연 작품
- 세비지 샘 (1963년)
- 조로 (1957년)
- 올드 옐러 (1957년)
- 디즈니랜드 (1954년) - 조 크레인 역
- 드미트리우스와 검투사들 (1954년)
- 실버 크리크의 대결 (1952년)
- 론 레인저 - 49년 시리즈 (1949년)
- 페일페이스 (1948년)
- 포스트맨은 벨을 두 번 울린다 (1946년)
- 애정 (1946년)
- 데이 워 익스펜더블 (1945년)
- 써니 (1941년)
- 릴 애브너 (1940년)
- 키드 갈라드 (1937년)

### 텔레비전
- 페리 메이슨 (1961-64)